# دونجل

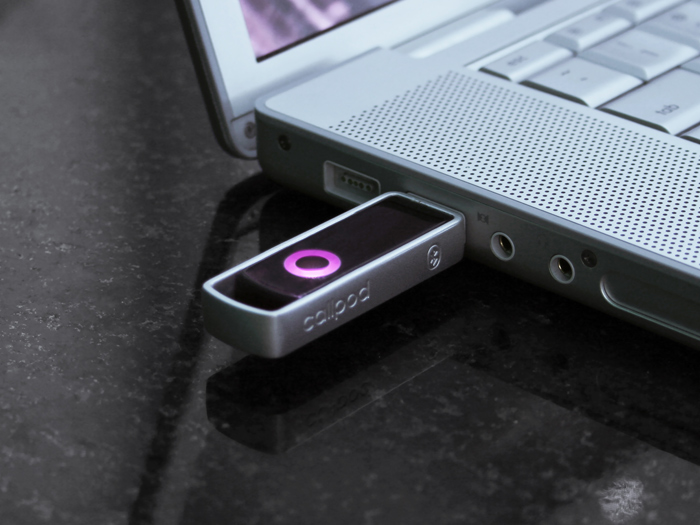
صور لدونجل البلوتوث.

دونجل أو الدونجل (بالإنجليزية: Dongle)‏ هي قطعة صغيرة إلكترونية من أجزاء الحاسب الالي يتم تركيبها في جهاز الكمبيوتر لتزويده بوظائف إضافية غير التي يمكن ان يقوم بها، أو تمكنه من المرور في بعض الوظائف التي لا يستطيع انجازها من بدون الدونجل.